# Арэдоае, Андрей
Андрей Паул Арэдоае (рум. Andrei Paul Arădoaie; род. 5 октября 1996, Лецкань, уезд Яссы, Румыния) — румынский боксёр-любитель, выступающий в полутяжёлой, в первой тяжёлой и в тяжёлой весовых категориях. Член национальной сборной Румынии по боксу, бронзовый призёр чемпионата Европы (2022), серебряный призёр чемпионата ЕС (2018), многократный чемпион Румынии, многократный победитель и призёр международных и национальных турниров в любителях.

## Биография
Родился 5 октября 1996 года селе Лецкань, недалеко от города Яссы, в уезде Яссы, в Румынии.

## Любительская карьера

### 2018 год
В ноябре 2018 года стал серебряным призёром чемпионата Европейского союза в Вальядолиде (Испания), в весе до 81 кг, где он в полуфинале досрочно техническим нокаутом в 3-м раунде победил француза Гаэтана Нтамбве, но в финале по очкам (1:4) уступил опытному англичанину Бенджамину Уиттекеру.

### 2022 год
В мае 2022 года в Ереване (Армения) стал бронзовым призёром чемпионата Европы, в категории до 86 кг. Где он в четвертьфинале по очкам (4:1) решением большинства судей победил турецкого боксёра Бурака Аксина, но в полуфинале по очкам (0:5) проиграл грузину Георгию Кушиташвили, — который в итоге стал чемпионом Европы 2022 года.